# Garden-party de l'Élysée
La garden-party de l'Élysée est une réception en plein air organisée par la présidence de la République française le 14 juillet en fin de matinée, jour de la fête nationale, à l'issue du défilé militaire, dans les jardins du palais de l'Élysée. La dernière cérémonie s'est tenue en 2009, sous la présidence de Nicolas Sarkozy.

## Histoire

### Genèse

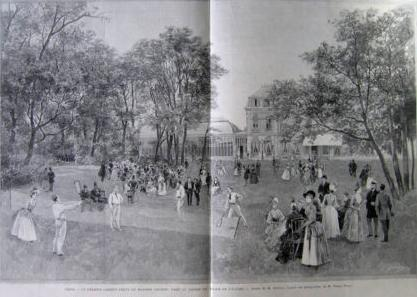
Garden-party dans les jardins du palais de l'Élysée en 1888, avant qu'elle ne soit institutionnalisée le jour de la fête nationale.

Les réceptions champêtres dans le jardin du palais de l’Élysée datent de l'époque de Madame de Pompadour. Elle en organise notamment en juin 1763 pour l'inauguration de la statue du roi sur la place Louis-XV voisine. Lorsque le palais devient la propriété de la dynastie Bonaparte, Caroline Murat donne des fêtes grandioses en l'hommage de son frère, Napoléon Bonaparte. La tradition est perpétuée par Napoléon III.
La mode des garden party, venue du Royaume-Uni, se répand dans les années 1860 ; la reine Victoria lance en effet la tradition des garden-parties royales à Buckingham. S'inspirant de cette mode qui renouvelle les réceptions dans le jardin, Cécile Carnot, l'épouse du président Sadi Carnot, instaure la tradition d'une garden-party à l'Élysée aux alentours de 1888. Trouvant le palais de l'Élysée très morne, elle fait installer en 1889 un kiosque à musique dans le parc et un filet pour jouer au lawn tennis (tennis sur gazon), selon la mode britannique de l'époque,.
Les présidents de la République suivants perpétuent la tradition de ces réceptions champêtres en les fixant, à une date inconnue, au jour de la fête nationale.

### Sous la Cinquième République

#### Présidence de Charles de Gaulle
À l’origine, le président Charles de Gaulle organisait un déjeuner privé au salon des Ambassadeurs du palais de l'Élysée lors des beaux jours, y invitant plus particulièrement le 14 juillet les corps constitués, militaires, ministres et leurs familles, après les avoir reçus dans les jardins.

#### Présidence de Valéry Giscard d'Estaing
En 1978, le président Valéry Giscard d'Estaing ouvre ce déjeuner à tous les citoyens français. Un public de 13 000 personnes est exceptionnellement admis à visiter les salons du palais, fait unique en raison des graves problèmes de sécurité et de confidentialité que l'événement a posés. La garden-party a lieu dans les jardins du palais de l'Élysée et y participent les membres du gouvernement, des personnalités de tous ordres (domaine artistique, sportif), ainsi que des anonymes invités par la présidence. De peur que toute cette foule ne les piétine, les canards sont retirés à cette occasion. Des buffets ombragés représentant les spécialités de chaque région de France sont dressés dans les jardins.
Pendant ou après la garden-party, le président de la République s'exprime sur les grands sujets de société durant une allocution, interrogé en direct par deux à trois journalistes représentants les principales chaînes de télévisions françaises.

#### Présidence de Jacques Chirac
En 1995, élu président de la République depuis quelques semaines, Jacques Chirac invite 4 000 jeunes à participer à la garden-party dans les jardins du palais de l'Élysée. Vingt-quatre d'entre eux sont également invités à partager le déjeuner avec le président.
En 1998, Jacques Chirac reçoit l'équipe de France de football, vainqueur la Coupe du monde depuis le 12 juillet 1998. Le sélectionneur Aimé Jacquet et tous les joueurs sont regroupés autour du président Chirac et du Premier ministre Lionel Jospin, devant un public nombreux.
La garden-party de 2006 coûte 480 000 euros.

#### Présidence de Nicolas Sarkozy
En 2007, l'affluence est de 5 000 personnes, pour un coût de 719 123 euros.
En 2008, 8 000 invitations sont lancées pour assister aux festivités, et l'affluence est de 7 050 personnes, pour un coût de 475 223 euros. Le président de la République Nicolas Sarkozy profite de la réception pour remettre la Légion d'honneur à Íngrid Betancourt (libérée depuis douze jours, après plus de six ans de captivité).
En 2009, l'affluence est de 7 500 personnes, pour un coût de 732 286 euros.
La garden-party est supprimée en 2010 par le président de la République Nicolas Sarkozy, dans le contexte d'austérité liée à la crise économique et à l'endettement record. Seule survivance de cette coutume, une réception se tient le 13 juillet dans les jardins de l'hôtel de Brienne, siège du ministère de la Défense,.

#### Postérité
Pour l'année 2017, le président de la République Emmanuel Macron réfléchit à rétablir la garden-party, mais ne le fait pas. Seule la réception du 13 juillet dans les jardins de l'hôtel de Brienne est maintenue.